# Odebrug
De Odebrug (Grafisch ODE-brug; ODE is afkorting van Oosterdokseiland), voluit geheten de Oosterdokseilandbrug, is een vaste brug in drie delen voor al het verkeer in het centrum van Amsterdam even ten oosten van de Kamperbrug en het Station Amsterdam Centraal.
De bouw van de brug begon op 1 september 2009. Het is een prefab toogbrug waarin veel basalt is verwerkt. Het ontwerp kwam van architect Simon Wilkinson, die werd geconfronteerd met specifieke eisen. De brug moest geschikt zijn voor voetgangers, fietsers, auto-, bus- en vrachtverkeer. Bovendien moest onder de brug nog scheepvaart kunnen plaatsvinden van bijvoorbeeld rondvaartboten. Dat laatste had tot gevolg dat de doorvaartbreedte ruim moest zijn, aangezien de boten hier een draaipunt vanuit het Oosterdok hebben. Tot slot bevindt zich onder de brug een metrotunnel. De doorvaartbreedte zorgde ervoor dat er slechts een brugpijler kon worden gebruikt, hetgeen er indirect voor zorgde dat de overspanning bijna twee meter dik moest zijn. Die liggers werd gefabriceerd door Haitsma Beton en op hun plaats gehesen door Sarens. Daarbij waren er twee afmetingen liggers; die voor de noordelijke overspanning zijn 40 meter lang en wegen 120 ton; die voor de zuidelijk 45 meter lang en 130 ton zwaar. De brug is van prefab betonelementen, staal en aluminium. Opvallend aan de brug zijn de enigszins diagonaal staande lantaarns.  
De brug werd geopend op 23 juni 2011. De brug verbindt het Oosterdokseiland, waar de laatste jaren veel nieuwbouw is verrezen, met de Prins Hendrikkade. De brug kwam er ter vervanging van de Oosterdoksdam die al sinds de metrobouw eind jaren 70 deze verbinding bood maar inmiddels is afgegraven.
De naam van de brug is:
- een verwijzing naar OosterDokEiland
- de dichtvorm Ode
- en een ode van Simon Carmiggelt aan de stad: "Amsterdam is een heerlijke stad om te verlaten en ààn te komen"; de tekst is aan beide zijden van de brug middels plaquettes terug te vinden.

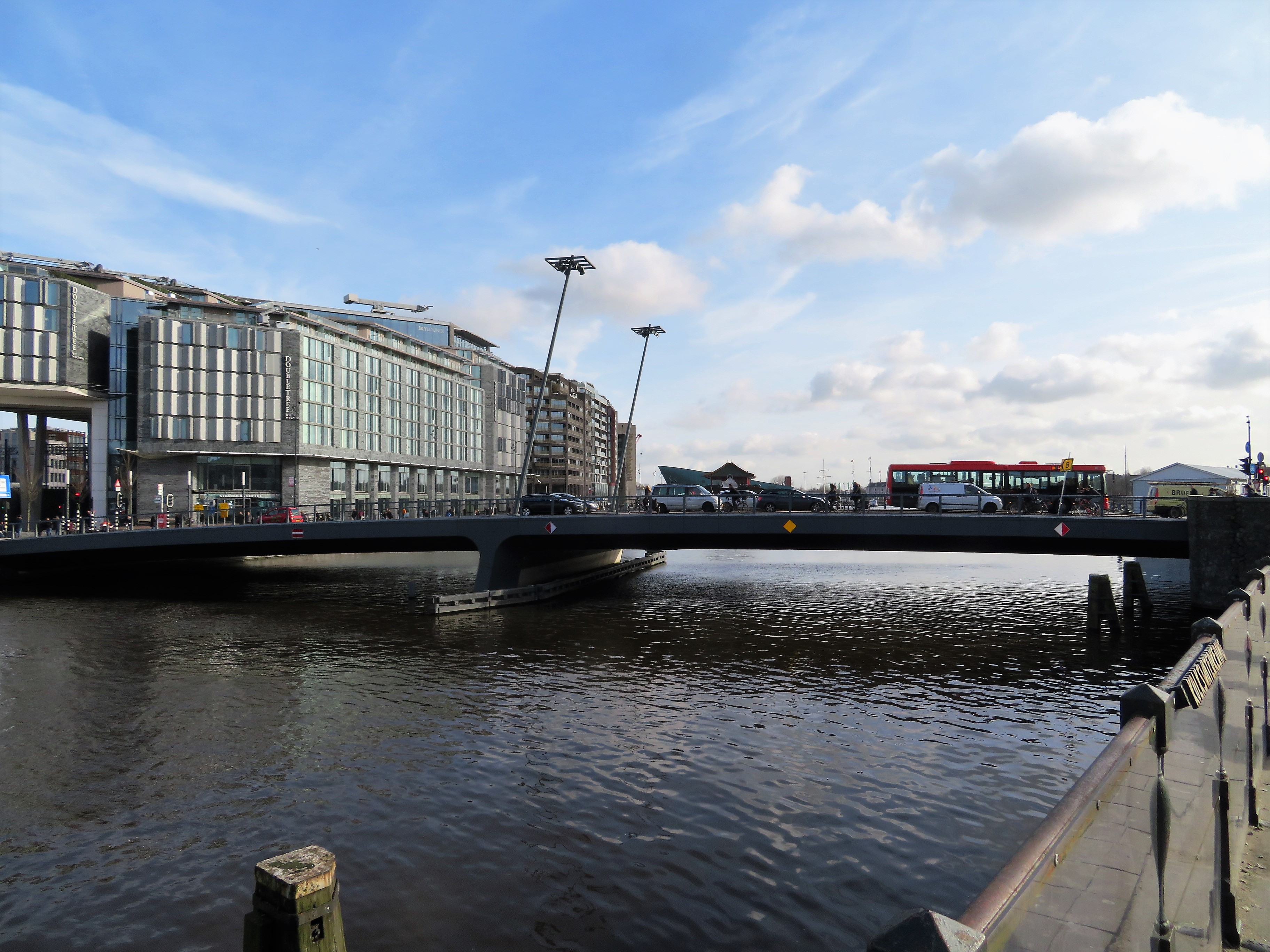
De Odebrug in 2018

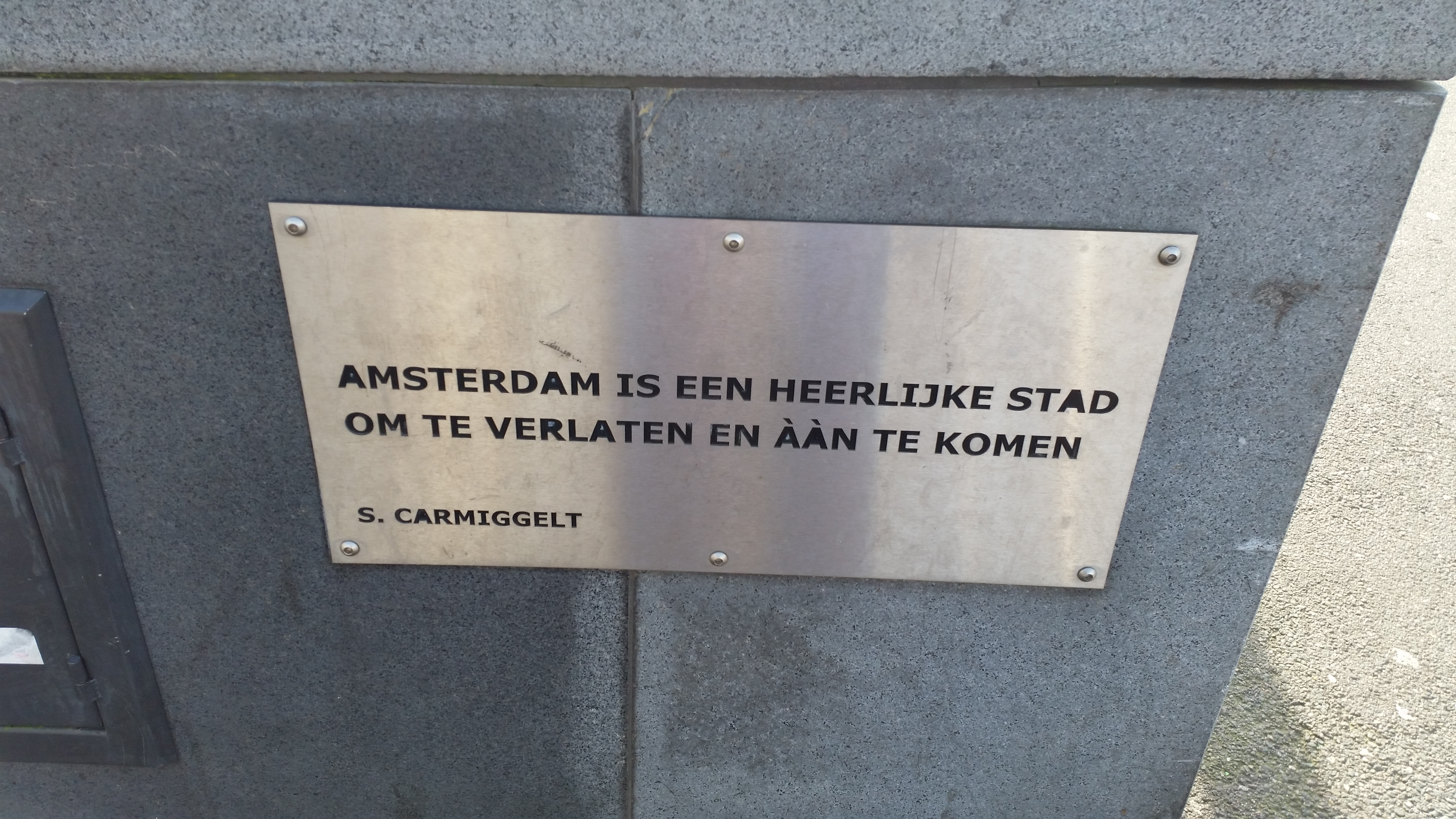
Plaquette met tekst van Carmiggelt (februari 2019)

Amsterdamsebrug ·
Beltbrug ·
Benno Premselabrug ·
Berlagebrug ·
Blauwbrug ·
Coentunnel ·
Cuyperspassage ·
Tweede Coentunnel ·
Diaconessenbrug ·
Duivendrechtsebrug ·
Enneüs Heermabrug ·
Fietstunnel Hempontplein ·
Van Hallbrug ·
Hembrug ·
Hemtunnel ·
Hogesluis ·
Hortusbrug ·
Houtmanspoorbrug (Singelgrachtbrug) ·
IJ-tunnel ·
Jan van Galenbrug ·
Jan Schaeferbrug ·
Kattenslootbrug ·
Kinkerbrug ·
Kortjewantsbrug ·
Magere Brug ·
Meeuwenpleinbrug ·
Michiel de Ruijtertunnel ·
M.S. Vaz Diasbrug ·
Nesciobrug ·
Nieuwe Amstelbrug ·
Odebrug ·
Oetewalerbrug ·
Overtoomse Sluis ·
Piet Heintunnel ·
Rotterdammerbrug ·
Rozenoordbrug ·
Scharrebiersluis ·
Schellingwouderbrug ·
Schinkelbrug ·
Spaarndammertunnel ·
Théophile de Bockbrug ·
Torontobrug ·
Utrechtsebrug ·
Westerkeersluis ·
Wiegbrug ·
Willemsbrug (Singelgracht) ·
Zeeburgerbrug ·
Zeeburgertunnel ·
Zeilbrug